# Pablo Matera
Pablo Nicolás Matera (Buenos Aires, 18 de julio de 1993) es un jugador argentino de rugby que juega en la posición de ala.

## Carrera internacional
Matera representó a Selección Argentina sub-20 en los Mundiales Mundial Sub-20 2012 y 2013 del IRB. Al igual que los jugadores más jóvenes de Los Pumas, la Selección de rugby de Argentina, hizo sus primeros pasos con el seleccionado en el PlaDAR, impulsado por la Unión Argentina de Rugby y hoy, son figuras determinantes dentro del plantel dirigido por Daniel Hourcade.
Hizo su debut en Los Pumas contra Chile en mayo de 2013 y posteriormente fue convocado para el Campeonato de Rugby sub-20 de 2013, donde jugó en los partidos de local y de visitante contra Sudáfrica.
Fue seleccionado para participar en la Copa Mundial de Rugby de 2015, donde lograrían alcanzar el cuarto puesto, tras caer frente a Los Wallabies y anteriormente en la semifinal siendo derrotados frente a Los Springboks.

### Participaciones en Copas del Mundo
| Mundial                       | Sede       | Resultado      |
| ----------------------------- | ---------- | -------------- |
| Copa Mundial de Rugby de 2015 | Inglaterra | Cuarto puesto  |
| Copa Mundial de Rugby de 2019 | Japón      | Fase de grupos |
| Copa Mundial de Rugby de 2023 | Francia    | 4.º puesto     |

## Estadísticas en seleccionados
| Período   | Selección         | Títulos                                          | Apariciones | Pts. |
| --------- | ----------------- | ------------------------------------------------ | ----------- | ---- |
| 2012      | Argentina Sub-19  |                                                  | 2           | 20   |
| 2012-2013 | Argentina Sub-20  |                                                  | 16          | 10   |
| 2012      | Pumas 7s          |                                                  | 2           | 0    |
| 2013      | Argentina (Pumas) | - Sudamericano de Rugby A 2013 - Consur Cup 2015 | 34          | 10   |

## Estadísticas en equipos

### Carrera amateur
| Período   | Equipo | País            | Apariciones | Pts. |
| --------- | ------ | --------------- | ----------- | ---- |
| 2011-2013 | Alumni | Argentina (UAR) | 3           | 5    |
| 2015      | Alumni | Argentina (UAR) | 0           | 0    |

### Profesionalismo
| Período     | Equipo                | País                           | Apariciones | Pts. |
| ----------- | --------------------- | ------------------------------ | ----------- | ---- |
| 2012-2013   | Pampas XV             | Argentina                      | 2           | 0    |
| 2013-2015   | Leicester Tigers      | Inglaterra (Aviva Premiership) | 8           | 10   |
| 2016-2019   | Jaguares (Franquicia) | Argentina (Super Rugby)        | 10          | 5    |
| 2019-2021   | Stade Francais        | París, Francia                 |             |      |
| 2021-actual | Crusaders             | Christchurch, Nueva Zelanda    |             |      |

## Críticas y controversias
En noviembre de 2020, Los Pumas fueron criticados por no homenajear correctamente a Diego Armando Maradona en el partido contra los All Blacks, tres días después de su muerte.
En los días siguientes al partido, distintos usuarios de Twitter compartieron antiguos mensajes publicados por Matera en su cuenta de esa red social, que tenían contenido racista, clasista y xenófobo. En ese contexto, el 30 de noviembre Los Pumas, encabezados por Matera, publicaron un video pidiendo disculpas por el insuficiente homenaje realizado a Maradona sin hacer referencias a los contenidos racistas de sus mensajes, ni los de sus compañeros Guido Petti, Santiago Socino. Matera en un mayo de 2012 durante una gira con los Pumas sub-19 escribió un tuit "Sudáfrica Baby. Por fin me voy de este país lleno de negros", el rugbista no se pronunció sobre sus dichos ni pidió disculpas a los sudafricanos  La Unión Argentina de Rugby no tomó medidas ejemplificadoras con los dichos del capitán de los Pumas y poco tiempo después levantó las sanciones impuestas para que puedan continuar jugando el torneo.  